# Max Blancke
Max Blancke (ur. 23 marca 1909 w Heinsbergu, zm. 27 kwietnia 1945 w Hurlach) – zbrodniarz nazistowski, jeden z lekarzy SS pełniących służbę w niemieckich obozach koncentracyjnych i SS-Hauptsturmführer.

## Życiorys
Doktor medycyny. Członek SS o nr identyfikacyjnym 162897. Służbę obozową rozpoczął w 1940 w Dachau, skąd w 1941 przeniesiono go do Buchenwaldu. W połowie 1942 Blancke skierowany został do Natzweiler-Struthof. Od 10 kwietnia 1943 do 20 stycznia 1944 pełnił obowiązki lekarza obozowego w KL Lublin (Majdanek). W marcu 1944 przydzielono go do obozu w Płaszowie, a pod koniec wojny pełnił jeszcze służbę w Kaufering IV, podobozie Dachau. Na Majdanku przeprowadzał selekcje więźniów do komór gazowych. Natomiast w Płaszowie wyselekcjonowanych przez Blanckego niezdolnych do pracy więźniów przewożono do Auschwitz-Birkenau i tam gazowano. W Kaufering IV z kolei uczestniczył on w zamordowaniu ponad 350 więźniów chorych na tyfus. Spalono ich żywcem w baraku przed wyzwoleniem obozu przez wojska amerykańskie. 
Pod koniec kwietnia 1945 popełnił samobójstwo wraz z żoną, unikając odpowiedzialności za swoje zbrodnie.